# Przemysł elektromaszynowy

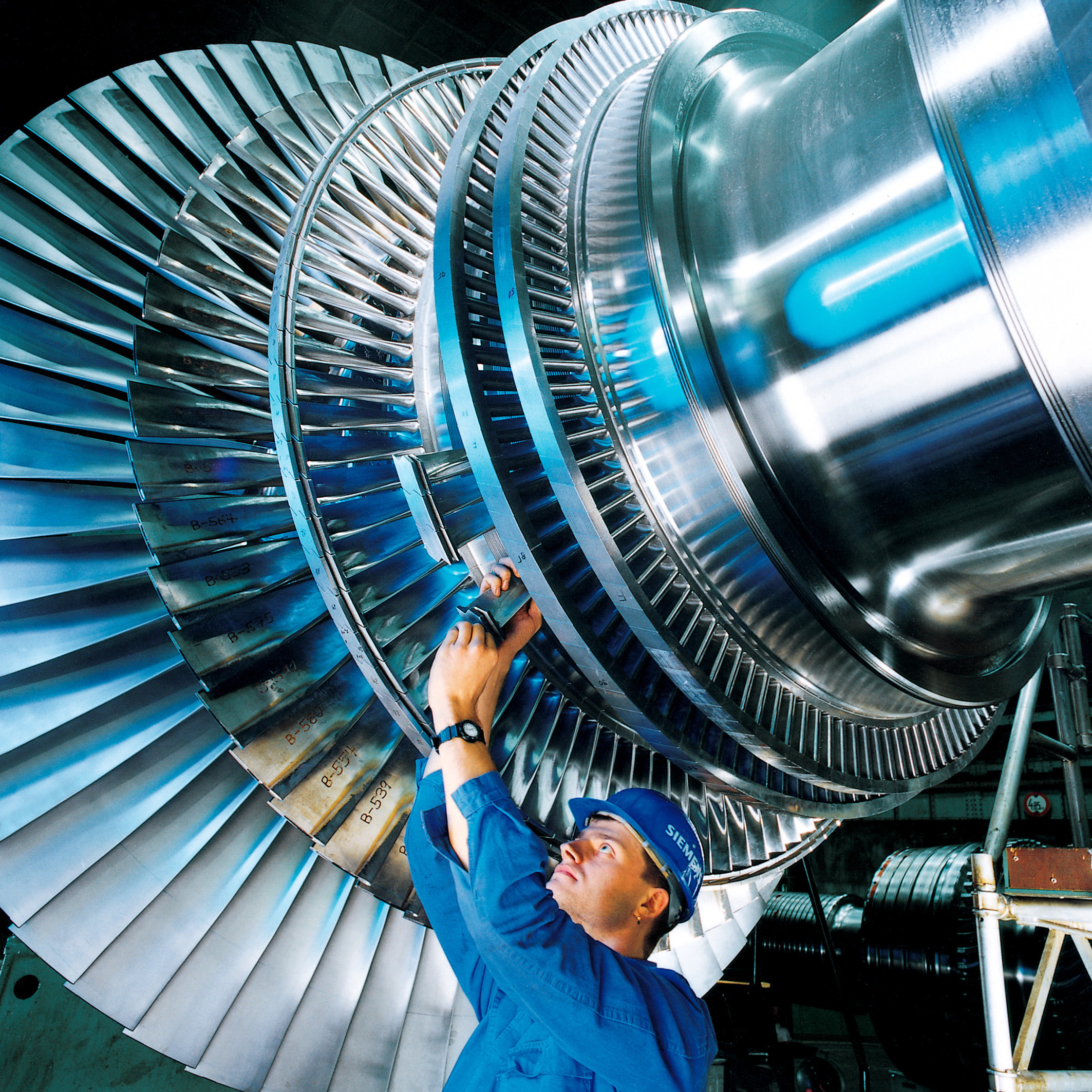
Pracownik instalujący łopatkę na wirniku turbiny parowej w fabryce Siemensa w Niemczech

Przemysł elektromaszynowy – gałąź przemysłu. 
Wymaga ona znaczących nakładów kapitałowych, nowoczesnej myśli technicznej i wysoko wykwalifikowanych pracowników. 

## Gałęzie przemysłu elektromaszynowego[1]
- metalowy
- maszynowy
- precyzyjny
- środków transportu
- elektrotechniczny i elektroniczny

Najważniejszymi wyrobami tej grupy gałęzi przemysłu są: środki transportu, obrabiarki, turbiny, silniki elektryczne, instalacje do innych gałęzi przemysłu, maszyny górnicze, budowlane, włókiennicze oraz urządzenia elektroniczne.

## Kraje z rozwiniętym przemysłem elektromaszynowym
- Stany Zjednoczone
- Japonia
- Niemcy
- Chiny
- Wielka Brytania
- Francja
- Włochy
- Kanada
- Rosja
- Hiszpania
- Korea Południowa
- Tajwan